# Brote de ébola en Uganda de 2022
El brote de ébola en Uganda de 2022 es un brote actual del virus del ébola en el distrito de Mubende, Uganda. Veintitrés personas están confirmadas muertas a causa del virus, con un total de 150 de casos confirmados y sospechosos. Al 2 de octubre del 2022, hay casos confirmados en los distritos de Mubende, Kyegegwa, Kassanda, Kagadi y Bunyanga.
Previamente el país tuvo sus episodios de brote en el 2000. 2011 y 2 brotes en el 2012
Las infecciones se declararon como un brote el 20 de septiembre del 2022 y de la que con una extraña espiga que le han detectado, la Organización Mundial de la Salud, la ha calificado de rara cepa de gran preocupación mundial, debido a su acelerado ritmo de contagio

## Cronología
El caso índice del brote fue un hombre de 24 años de una aldea del distrito de Mubende que desarrolló síntomas de ébola el 11 de septiembre del 2022. Murió el 19 de septiembre de 2022.
El 20 de septiembre del 2022, las autoridades sanitarias de Uganda declararon un brote de ébolavirus de Sudán en el distrito de Mubende.
El 25 de septiembre del 2022 hubo 36 casos confirmados o sospechosos y 23 muertes totales, de las cuales cinco fueron en casos confirmados.
El 28 de septiembre del 2022 hubo 50 casos confirmados o sospechosos y 24 muertes totales, de las cuales seis fueron casos confirmados.
El 30 de septiembre del 2022 había 38 casos confirmados y ocho muertes totales en casos confirmados.
El 1 de octubre del 2022, el médico pakistaní Mohammed Ali, uno de los seis trabajadores sanitarios infectados que trataron el caso índice, murió como primer trabajador sanitario.
El 2 de octubre del 2022 hubo 41 casos confirmados y nueve muertes totales en casos confirmados. Además, el distrito de Bunyanga tuvo su primer caso confirmado.
Al momento, en África, especialmente en la zona del brote, se confirmaron que ya hay más de 2.000 personas que han fallecido con el mortal brote.

## Modo de Transmisión
El ébola se propaga principalmente a través de fluidos corporales. El porcentaje medio de muerte por ébola es del 50 %. En brotes recientes fueron del 25% al 90%.

## Enfermedad
El virus de Sudan (SUDV en inglés) es uno de los cuatro ebolavirus que causan la enfermedad por el virus del Ébola (EVD por sus siglas en inglés) o fiebre hemorrágica del Ébola (EHF). La EVD debida a la infección por SUDV no se puede diferenciar de la EVD causada por otros virus del Ébola únicamente mediante la observación clínica. La cepa es menos transmisible que el tipo de cepa ébola Zaire.

## Respuesta global al Brote
La Organización Mundial de la Salud (OMS) está apoyando al Ministerio de Salud de Uganda con esfuerzos de vigilancia, comunicación y coordinación. Del mismo modo, Médicos Sin Fronteras está apoyando al Ministerio de Salud con el despliegue de la respuesta de emergencia inicial.
No existen vacunas efectivas contra el ébolavirus de Sudán, lo que complica el manejo del brote y aumenta el impacto potencial en la salud pública.
La Federación Internacional de Sociedades de la Cruz Roja y de la Media Luna Roja (FICR) ha pedido ayuda de emergencia a Uganda. La Unión Europea ha respondido a la solicitud con 200.000 euros en financiación inicial de emergencia.